# Lubna Tahtamouni
Lubna Hamid Tawfiq Tahtamouni (in arabo لبنى تهتموني‎?; Irbid, 24 gennaio 1976) è una biologa e attivista giordana nota per il suo lavoro nella biologia dello sviluppo e nella ricerca sul cancro.
È a capo del Dipartimento di Biologia e Biotecnologie dell'Università Hascemita di Zarqa, in Giordania. Ha vinto numerosi premi per il suo lavoro sul carcinoma mammario ed è conosciuta come sostenitrice dei diritti delle giovani donne del mondo arabo di scegliere una carriera scientifica. Nel 2016, è stata nominata una delle "100 donne" della BBC .

## Vita e formazione
Tahtamouni era la terza di sei figli ed è cresciuta a Irbid, nel nord della Giordania, una città nota per i suoi abitanti ben istruiti. Ha frequentato l'Università della Giordania, conseguendo una laurea nel 1997 e una laurea magistrale nel 2000. È stata inserita in un programma di biologia come studentessa universitaria grazie ai suoi alti punteggi negli esami. Per il suo master si è specializzata in Biologia dello sviluppo e della riproduzione con Hameed Al Haj.
Ha fatto il suo lavoro di dottorato di ricerca negli Stati Uniti, presso la Colorado State University, conseguendo il titolo nel 2005, lavorando sulla migrazione delle cellule embrionali e metastatiche sotto la supervisione di James Bamburg. Ha accreditato alla sua famiglia il sostegno alla sua carriera scientifica e alla sua decisione di trasferirsi negli Stati Uniti.

## Carriera
Tahtamouni è tornata in Giordania dopo aver completato il suo dottorato di ricerca allo scopo di aiutare le giovani donne a compiere studi scientifici avanzati lì e di sdebitarsi verso le istituzioni che l'hanno sostenuta nel trasferirsi negli Stati Uniti. Nel 2008, è stata nominata direttrice di una struttura di microscopia dell'Università Hascemita per la quale aveva ottenuto finanziamenti. Ha anche tenuto seminari sulla stesura di proposte per la nuova facoltà per aumentare le possibilità di ottenere finanziamenti, anche da fonti straniere. Ha trascorso estati lavorando all'estero, in Australia e negli Stati Uniti, per rimanere al passo con gli attuali metodi di ricerca.
Nel 2011, è stata nominata capo del Dipartimento di Biologia e Biotecnologie dell'Università Haschemita. Sempre nel 2011, ha vinto una borsa di studio L'Oreal-Unesco per le donne nella scienza nella regione panaraba, e un premio OWSD per le giovani scienziate del mondo in via di sviluppo, per il suo lavoro sul cancro al seno, che rappresenta il 35% di tutti i decessi per cancro in Giordania. Nel 2015, è stata nominata per l'Hall of Fame delle donne in campo scientifico dell'ambasciata degli Stati Uniti in Giordania, ed è stata nominata una delle 100 donne del 2016 dalla BBC. Al 2016, i suoi interessi di ricerca includevano le proteine che legano l'actina negli embrioni di pulcino e il cancro al seno, anomalie della cromatina spermatica umana e gli effetti dello stress ossidativo sul metabolismo cellulare.
È una sostenitrice del diritto delle donne di scegliere il proprio percorso professionale nonostante le norme sociali che enfatizzano il matrimonio e la gravidanza per le donne. Sostiene inoltre la legislazione a sostegno delle donne nella forza lavoro come il congedo di maternità e le disposizioni per l'assistenza all'infanzia. In un'intervista ha affermato che "la Giordania è molto permissiva in termini di istruzione e lavoro delle donne, ma tradizionalmente le priorità delle donne sono predefinite: marito, figli e famiglia" e ha osservato che 71 degli 80 studenti nelle sue classi universitarie erano donne, ma solo tre hanno continuato un corso di Master e solo una ha completato un dottorato di ricerca. Incoraggia anche i suoi studenti, molti dei quali sono donne provenienti da zone svantaggiate della Giordania, a studiare all'estero per ampliare sia le loro esperienze scientifiche che culturali, con due dei suoi ex studenti del Master che stanno facendo frequentando il dottorato in Italia e in Canada.

## Riconoscimenti
- 2013 - premio Colorado State University Distinguished International Alumni Award[10]
- 2012 - premio College of Natural Sciences Summer International Scholars Program
- 2011 - L'OREAL-UNESCO For Women in Science Pan-Arab Regional Fellowship
- 2011 - premio Organization for Women in Science for the Developing World (OWSD) Award for Young Women Scientists in Biology for the Arab Region
- 2009 - King Hussein Institute for Biotechnology and Cancer (KHIBC) Scholar
- 2008 - primo posto della Student Scientific Research Competition, King Abdallah Fund for Development - Università Haschemita